# Regesbostel
Regesbostel – miejscowość i gmina  położona w niemieckim kraju związkowym Dolna Saksonia, w powiecie Harburg, należy do gminy zbiorowej (niem. Samtgemeinde) Hollenstedt.

## Położenie geograficzne
Regesbostel leży w północno-zachodniej części Pustaci Lüneburskiej. Od północnego wschodu ma sąsiedztwo gminy Moisburg, od południowego wschodu graniczy z gminą Hollenstedt, od południowego zachodu graniczy z gminą Halvesbostel i od północnego zachodu z powiatem Stade.

## Dzielnice gminy
W skład gminy Regesbostel wchodzą następujące dzielnice: Holtorfsbostel, Regesbostel i Rahmstorf.

## Komunikacja
Regesbostel znajduje się w bezpośrednim sąsiedztwie autostrady A1 z węzłami komunikacyjnymi Hollenstedt i Heidenau.